# Pièces en euro de Malte

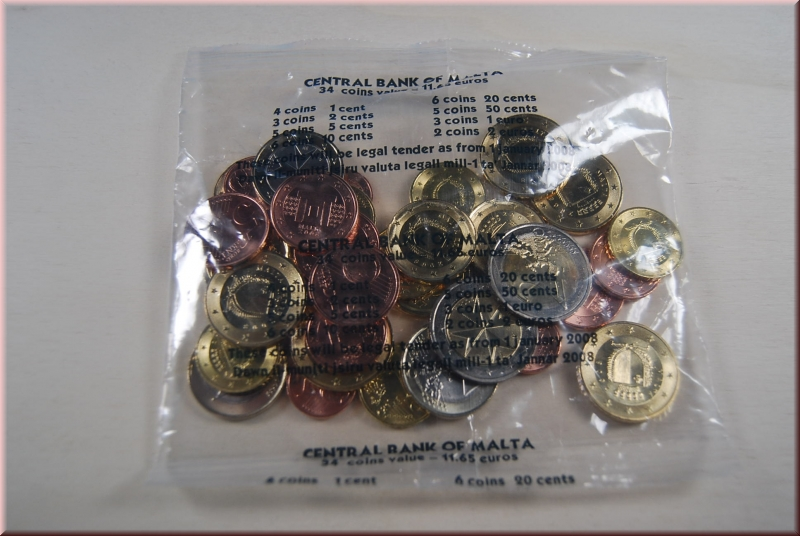
Starter kit maltais.

Les pièces en euro de Malte sont les pièces de monnaie en euro émises par la Banque centrale de Malte et mise en circulation par Malte à la suite de son entrée dans la zone euro. L'euro a remplacé l'ancienne monnaie nationale, la lire maltaise, le 1er janvier 2008. Les pièces en euro maltaises ont cours légal dans la zone euro depuis cette date. Le taux de conversion de 1 euro = 0,429300 livre est rendu officiel le 29 avril 2005 lors de l'entrée de Malte dans le mécanisme de taux de change européen.

## Pièces destinées à la circulation

### Face commune et spécifications techniques
Comme toutes les pièces en euro destinées à la circulation, les pièces maltaises répondent aux spécifications techniques communes et présentent un revers commun utilisé par tous pays de la zone euro. Celui-ci indique la valeur de la pièce. Malte utilise la deuxième version du revers depuis qu'elle a adopté de l'euro.

### Faces nationales des pièces courantes
Le choix des dessins s'est déroulé en plusieurs étapes impliquant le public. Dans un premier temps, du 14 au 29 janvier 2006, les Maltais ont pu choisir parmi 12 sujets repartis en quatre thèmes : Malte à la préhistoire, Malte à la Renaissance, l'identité maltaise et l'archipel maltais. Trois sujets furent retenus : la sculpture du baptême du Christ à la Co-cathédrale Saint-Jean de La Valette (3 498 voix), les armoiries de Malte (2 742 voix) et les temples de Mnajdra. À ces thèmes s'ajouta la Croix de Malte. Du 29 au 9 juin 2006, le public pu se prononcer parmi quatre projets concrets réalisés par Noel Galea Bason. Le projet qui aurait le plus de suffrages serait destiné aux pièces de 1 et 2 euros. Les pièces de 10, 20 et 50 centimes porterait le 2e projet le plus populaire. Et, enfin, le 3e projet sera pour les pièces de plus petite valeur. Le 19 février 2007, les faces nationales sont dévoilées.
Les huit pièces maltaises présentent donc trois dessins différents sur leur revers, tous conçus par Noel Galea Bason :
- Pièces de 1, 2 et 5 centimes : L'autel du temple mégalithique de Mnajdra, près de la ville d'Il-Qrendi, devant un bandeau décoratif. En bas, la mention du pays émetteur MALTA et le millésime. Le tout est entouré des 12 étoiles du drapeau européen en creux dans un anneau.
- Pièces de 10, 20 et 50 centimes : Les armoiries de Malte, entourées, en haut à gauche, de la mention du pays émetteur MALTA et, en haut à droite, du millésime. Le tout est entouré des 12 étoiles du drapeau européen dans un anneau dont le fond est strié.
- Pièces de 1 et 2 euros : La Croix de Malte sur un fond strié verticalement[3]. En haut, entre les branches de la croix, la mention du pays émetteur MALTA et, en bas, le millésime. Le tout est entouré des 12 étoiles du drapeau européen sur l'anneau extérieur.

Ces pièces comportent une inscription "F" sur la dernière étoile du bas.
La description des faces nationales de Malte a été publiée dans le Journal officiel de l'Union européenne, le 23 octobre 2007.
| 1 centime                       | 2 centimes  | 5 centimes                       |
| ------------------------------- | ----------- | -------------------------------- |
|                                 |             |                                  |
| Temple mégalithique de Mnajdra. |             |                                  |
| 10 centimes                     | 20 centimes | 50 centimes                      |
|                                 |             |                                  |
| Armoiries de Malte.             |             |                                  |
| 1 euro                          | 2 euros     | Gravure sur la tranche (2 euros) |
|                                 |             |                                  |
| Croix de Malte.                 |             |                                  |

### Pièces commémoratives de2 euros
À la suite de son entrée dans la zone euro en 2008, Malte émet sa première pièce commémorative de 2 € en 2009 à l'occasion du 10e anniversaire de l'euro. De 2011 à 2015, la Banque centrale de Malte a émis une série de cinq pièces de 2 euros commémoratives sur son histoire constitutionnelle. En 2016, deux nouvelles séries ont commencé à être émises : une série de sept pièces sur les sites préhistoriques maltais et une série de cinq pièces montrant le rôle de la Malta Community Chest Fund dans la société.

#### De 2009 à 2019
| 2009                                                | |                |
| 10e anniversaire de l'Union économique et monétaire | |                |
|                                                     | Tous les pays de la zone euro ont émis le 1er janvier une pièce commémorative de 2 € pour célébrer le 10e anniversaire de l'Union économique et monétaire. Le centre de la pièce illustre une silhouette humaine stylisée dont le bras gauche est prolongé par le symbole de l'euro. Le nom du pays émetteur MALTA apparaît dans la partie supérieure, tandis que l'indication 1999-2009 et l'acronyme UEM (pour Unjoni Ekonomika u Monetarja, Union économique et monétaire ou UEM) apparaissent dans la partie inférieure. L'anneau externe de la pièce représente les douze étoiles du drapeau européen. |                |
| Graveur : Georgios Stamatopoulos                    | \| Gravure sur la tranche : \| Date : \| Tirage : \| \| \| 1er janvier 2009 \| 700 000 pièces \| |                |
| Gravure sur la tranche :                            | Date : | Tirage :       |
|                                                     | 1er janvier 2009 | 700 000 pièces |

| 2011                                         | |                |
| Élection des premiers représentants de Malte | |                |
|                                              | La représentation d'une main glissant un bulletin de vote dans une urne. En bas, le millésime 2011; en haut, le nom du pays émetteur MALTA, suivi de la légende First elected representatives (Premiers représentants élus) et l'année 1849. L'anneau extérieur de la pièce comporte les douze étoiles du drapeau européen. |                |
| Graveur : Gianni Bonnici                     | \| Gravure sur la tranche : \| Date : \| Tirage : \| \| \| Novembre 2011 \| 430 000 pièces \| |                |
| Gravure sur la tranche :                     | Date : | Tirage :       |
|                                              | Novembre 2011 | 430 000 pièces |

| 2012                                                                         | |                |
| 10e anniversaire de la mise en circulation des billets et des pièces en euro | |                |
|                                                                              | Le dessin au centre de la pièce symbolise la place acquise en dix ans par l'euro, qui est désormais un acteur mondial à part entière, et son importance dans la vie quotidienne, différents aspects étant décrits : les citoyens (représentés par une famille de quatre personnes), le commerce (le bateau), l'industrie (l'usine) et l'énergie (les éoliennes). Le nom du pays émetteur MALTA est apposé en haut de la pièce. L'anneau externe de la pièce comporte les douze étoiles du drapeau européen. |                |
| Graveur : Helmut Andexlinger                                                 | \| Gravure sur la tranche : \| Date : \| Tirage : \| \| \| 30 mars 2012 \| 700 000 pièces \| |                |
| Gravure sur la tranche :                                                     | Date : | Tirage :       |
|                                                                              | 30 mars 2012 | 700 000 pièces |

| 2012                                          | |                |
| Majorité au Conseil des Représentants en 1887 | |                |
|                                               | La représentation d'une foule devant le palais le palais du gouverneur à La Valette. En haut, la mention du pays émetteur MALTA, suivie de la légende Majority representation 1887 et en bas, le millésime 2012. L'anneau extérieur de la pièce comporte les douze étoiles du drapeau européen. |                |
| Graveur : Ganni Bonnici                       | \| Gravure sur la tranche : \| Date : \| Tirage : \| \| \| Septembre 2012 \| 430 000 pièces \| |                |
| Gravure sur la tranche :                      | Date : | Tirage :       |
|                                               | Septembre 2012 | 430 000 pièces |

| 2013                                          | |                |
| Constitution du gouvernement autonome de 1921 | |                |
|                                               | Foule d'hommes, de femmes et d'enfants et carte des îles maltaises. En haut à droite, le nom du pays émetteur MALTA, suivi de la légende Self-government 1921. En bas, le millésime 2013. L'anneau externe de la pièce comporte les douze étoiles du drapeau européen. |                |
| Graveur : Gianni Bonnici                      | \| Gravure sur la tranche : \| Date : \| Tirage : \| \| \| Octobre 2013 \| 500 000 pièces \| |                |
| Gravure sur la tranche :                      | Date : | Tirage :       |
|                                               | Octobre 2013 | 500 000 pièces |

| 2014                                             | |                |
| 200e anniversaire des forces de police maltaises | |                |
|                                                  | Le badge des forces de police maltaises entouré de la légende 200 YEARS•MALTA POLICE FORCE et des années 1814-2014. L'anneau externe de la pièce comporte les douze étoiles du drapeau européen. |                |
| Graveur : Noel Galea Bason                       | \| Gravure sur la tranche : \| Date : \| Tirage : \| \| \| Juillet 2014 \| 300 000 pièces \| |                |
| Gravure sur la tranche :                         | Date : | Tirage :       |
|                                                  | Juillet 2014 | 300 000 pièces |

| 2014                                        | |                |
| 50e anniversaire de l'indépendance de Malte | |                |
|                                             | Détail d'une statue commémorant de Gianni Bonnici commémorant l'indépendance datant de 1989 et représentant une femme, allégorie de Malte, agitant un drapeau maltais. En haut à droite, la mention du pays émetteur MALTA et la légende Independence 1964. En bas, le millésime 2014. L'anneau externe de la pièce comporte les douze étoiles du drapeau européen. |                |
| Graveur : Ganni Bonnici                     | \| Gravure sur la tranche : \| Date : \| Tirage : \| \| \| Octobre 2014 \| 400 000 pièces \| |                |
| Gravure sur la tranche :                    | Date : | Tirage :       |
|                                             | Octobre 2014 | 400 000 pièces |

| 2015                                           | |                |
| 100e anniversaire du premier vol depuis Malte, | |                |
|                                                | Le biplan de type « Short Admiralty 135 » n° 136 survolant Grand Harbour avec Fort Saint-Ange surmonté d'une tour de guet. En haut, la légende FIRST FLIGHT FROM MALTA (Premier vol depuis Malte). Sous l'avion, en 2 lignes, la mention 100TH ANNIVERSARY (100e anniversaire). À droite, les années 1915-2015. L'anneau externe de la pièce comporte les douze étoiles du drapeau européen. |                |
| Graveur : Noel Galea Bason                     | \| Gravure sur la tranche : \| Date : \| Tirage : \| \| \| Mars 2015 \| 325 000 pièces \| |                |
| Gravure sur la tranche :                       | Date : | Tirage :       |
|                                                | Mars 2015 | 325 000 pièces |

| 2015                                   | |                |
| Proclamation de la République en 1974, | |                |
|                                        | Un cadre commémoratif, comportant les anciennes armoiries de Malte utilisées de 1975 à 1988. En haut à droite, la mention du pays émetteur MALTA et la légende Republic 1974. En bas, le millésime 2015. L'anneau externe de la pièce comporte les douze étoiles du drapeau européen. |                |
| Graveur : Ġanni Bonnici                | \| Gravure sur la tranche : \| Date : \| Tirage : \| \| \| Mai et septembre 2015 \| 435 000 pièces \| |                |
| Gravure sur la tranche :               | Date : | Tirage :       |
|                                        | Mai et septembre 2015 | 435 000 pièces |

| 2015                                                                                      | |                |
| 30e anniversaire de l'adoption du drapeau européen par l'union européenne, pièce maltaise | |                |
|                                                                                           | Le drapeau européen dessiné grossièrement, entouré par douze bonshommes stylisés. En haut à droite, le nom du pays émetteur MALTA suivi des années 1985-2015. L'anneau externe de la pièce comporte les douze étoiles du drapeau européen. |                |
| Graveur : Geórgios Stamatópoulos                                                          | \| Gravure sur la tranche : \| Date : \| Tirage : \| \| \| Novembre 2015 \| 300 000 pièces \| |                |
| Gravure sur la tranche :                                                                  | Date : | Tirage :       |
|                                                                                           | Novembre 2015 | 300 000 pièces |

| 2016                       | |                |
| Temples Ġgantija,          | |                |
|                            | Cette pièce est la première d'une série de 7 pièces commémoratives sur les sites préhistoriques maltais. Représentation des ruines des Temples mégalithiques de Ġgantija, sur l'île de Gozo. En haut, à droite, la légende, en deux lignes ĠGANTIJA TEMPLES au-dessus des années 3800-3200 BC (BC pour « avant Jésus-Christ »). En dessous du dessin, à gauche, la mention du pays émetteur MALTA au-dessus du millésime 2016. L'anneau externe de la pièce comporte les douze étoiles du drapeau européen. |                |
| Graveur : Noel Galea Bason | \| Gravure sur la tranche : \| Date : \| Tirage : \| \| \| Juin et juillet 2016 \| 410 000 pièces \| |                |
| Gravure sur la tranche :   | Date : | Tirage :       |
|                            | Juin et juillet 2016 | 410 000 pièces |

| 2016                                                                            | |                |
| Solidarité par l'amour (rôle de la Malta Community Chest Fund dans la société), | |                |
|                                                                                 | Cette pièce est la première d'une série de 5 pièces commémoratives montrant le rôle de la Malta Community Chest Fund dans la société et dessinées par des élèves de secondaire sur les thèmes de l'amour, la paix, la nature/l'environnement, le patrimoine et les jeux. Deux mains formant un cœur dans lequel on peut voir le drapeau maltais. Chaque poignet porte un bracelet rappelant le Malta Community Chest Fund. En bas, la mention du pays émetteur MALTA et le millésime 2016. L'anneau externe de la pièce comporte les douze étoiles du drapeau européen. Le dessin de la pièce a été choisi par les étudiants parmi les 5 projets choisis par un panel d'experts parmi les projets proposés par les étudiants de secondaires. Le projet choisi est celui de Sarah Cilia, étudiante à l'école Saint-Joseph, à Blata L-Bajda. |                |
| Graveur : Sarah Cilia (dessin) Noel Galea Bason (gravure)                       | \| Gravure sur la tranche : \| Date : \| Tirage : \| \| \| Novembre 2016 \| 380 000 pièces \| |                |
| Gravure sur la tranche :                                                        | Date : | Tirage :       |
|                                                                                 | Novembre 2016 | 380 000 pièces |

| 2017                       | |                |
| Temples de Ħaġar Qim,      | |                |
|                            | Cette pièce est la deuxième d'une série de 7 pièces commémoratives sur les sites préhistoriques maltais. Représentation des ruines des Temples néolithiques de Ħaġar Qim, près de Qrendi. En haut, à droite, la légende, en deux lignes ĦAĠAR QIM TEMPLES au-dessus des années 3600-3200 BC (BC pour « avant Jésus-Christ »). En dessous du dessin, à gauche, la mention du pays émetteur MALTA au-dessus du millésime 2017. L'anneau externe de la pièce comporte les douze étoiles du drapeau européen. |                |
| Graveur : Noel Galea Bason | \| Gravure sur la tranche : \| Date : \| Tirage : \| \| \| Juin et juillet 2017 \| 405 000 pièces \| |                |
| Gravure sur la tranche :   | Date : | Tirage :       |
|                            | Juin et juillet 2017 | 405 000 pièces |

| 2017                                                       | |                |
| La paix,                                                   | |                |
|                                                            | Cette pièce est la deuxième d'une série de 5 pièces commémoratives des enfants en solidarité dessinées par des élèves de secondaire sur les thèmes de l'amour, la paix, la nature/l'environnement, le patrimoine et les jeux. Dessin enfantin de deux enfants tenant un drapeau maltais survolé par une colombe de la paix. En bas, la mention du pays émetteur Malta. À droite le millésime 2017. L'anneau externe de la pièce comporte les douze étoiles du drapeau européen. Le dessin a été réalisé par Katya Muscat, 12 ans, étudiant à la Bishop's Conservatory Secondary School, à Gozo. Il a été choisi lors d'un concours lancé par la Banque centrale de Malte en collaboration avec la Malta Community Chest Fund Foundation et le ministère de l'éducation et de l'emploi. Le jury a dû départager 37 projets. |                |
| Graveur : Katya Muscat (dessin) Noel Galea Bason (gravure) | \| Gravure sur la tranche : \| Date : \| Tirage : \| \| \| Novembre 2017 \| 380 000 pièces \| |                |
| Gravure sur la tranche :                                   | Date : | Tirage :       |
|                                                            | Novembre 2017 | 380 000 pièces |

| 2018                       | |                |
| Temples de Mnajdra,        | |                |
|                            | Cette pièce est la troisième d'une série de 7 pièces commémoratives sur les sites préhistoriques maltais. Représentation des ruines des Temples mégalithiques de Mnajdra, sur la côte sud de Malte. En haut, à droite, la légende, en deux lignes MNAJDRA TEMPLES au-dessus des années 3000-2500 BC (BC pour « avant Jésus-Christ »). En dessous du dessin, à gauche, la mention du pays émetteur MALTA au-dessus du millésime 2018. L'anneau externe de la pièce comporte les douze étoiles du drapeau européen. |                |
| Graveur : Noel Galea Bason | \| Gravure sur la tranche : \| Date : \| Tirage : \| \| \| Juin et juillet 2018 \| 335 000 pièces \| |                |
| Gravure sur la tranche :   | Date : | Tirage :       |
|                            | Juin et juillet 2018 | 335 000 pièces |

| 2018                                                        | |                |
| Patrimoine culturel,                                        | |                |
|                                                             | Cette pièce est la troisième d'une série de 5 pièces commémoratives des enfants en solidarité dessinées par des élèves de secondaire sur les thèmes de l'amour, la paix, la nature/l'environnement, le patrimoine et les jeux. Dessin enfantin représentant différents éléments du patrimoine culturel maltais : un temple préhistorique dans lequel on distingue, en haut un paysage avec une coupole et un clocher d'église accompagné d'un soleil et, en dessous, un bateau battant pavillon maltais. Au-dessus du temple, la mention du pays émetteur Malta. En bas, le millésime 2018. L'anneau externe de la pièce comporte les douze étoiles du drapeau européen. Le dessin a été choisi parmi les 129 projets présentés par des enfants pour les trois pièces de 2 € de la série : patrimoine culturel (2018), nature et environnement (2019) et jeux (2020). Le concours a été lancé le 13 novembre 2017 par la Banque centrale de Malte, en collaboration avec le ministère de l'éducation et de l'emploi de Malte et la Malta Community Chest Fund. Le jury a choisi le projet de Nicole Dimech, étudiant au St Nicholas College, à Ir-Rabat pour la pièce de 2018. |                |
| Graveur : Nicole Dimech (dessin) Noel Galea Bason (gravure) | \| Gravure sur la tranche : \| Date : \| Tirage : \| \| \| Octobre et novembre 2018 \| 322 000 pièces \| |                |
| Gravure sur la tranche :                                    | Date : | Tirage :       |
|                                                             | Octobre et novembre 2018 | 322 000 pièces |

| 2019                               | |                |
| Temples de Ta' Ħaġrat, à L-Imġarr, | |                |
|                                    | Cette pièce est la quatrième d'une série de 7 pièces commémoratives sur les sites préhistoriques maltais. Représentation des ruines du temple mineur de Ta' Ħaġrat. En haut, à droite, la légende, en deux lignes TA' ĦAĠRAT TEMPLES au-dessus des années 3600-3000 BC (BC pour « avant Jésus-Christ »). En dessous du dessin, à gauche, la mention du pays émetteur MALTA au-dessus du millésime 2019. L'anneau externe de la pièce comporte les douze étoiles du drapeau européen. |                |
| Graveur : Noel Galea Bason         | \| Gravure sur la tranche : \| Date : \| Tirage : \| \| \| Juillet 2019 \| 320 000 pièces \| |                |
| Gravure sur la tranche :           | Date : | Tirage :       |
|                                    | Juillet 2019 | 320 000 pièces |

| 2019                             | |                |
| Nature et environnement          | |                |
|                                  | Cette pièce est la quatrième d'une série de 5 pièces commémoratives des enfants en solidarité dessinées par des élèves de secondaire sur les thèmes de l'amour, la paix, la nature/l'environnement, le patrimoine et les jeux. Dessin d'enfant représentant un arbre fruitier devant un nuage et un soleil. À gauche du tronc de l'arbre, la mention du pays émetteur Malta au-dessus du millésime 2019. L'anneau externe de la pièce comporte les douze étoiles du drapeau européen. Le dessin a été choisi parmi les 129 projets présentés par des enfants pour les trois pièces de 2 € de la série : patrimoine culturel (2018), nature et environnement (2019) et jeu (2020). Le concours a été lancé le 13 novembre 2017 par la Banque centrale de Malte, en collaboration avec le ministère de l'éducation et de l'emploi de Malte et la Malta Community Chest Fund. Le jury a choisi le projet de Joshua Stuart, étudiant au Maria Regina College, à In-Naxxar pour l'année 2019. |                |
| Graveur : Joshua Stuart (dessin) | \| Gravure sur la tranche : \| Date : \| Tirage : \| \| \| 21 octobre 2019 \| 320 000 pièces \| |                |
| Gravure sur la tranche :         | Date : | Tirage :       |
|                                  | 21 octobre 2019 | 320 000 pièces |

#### Depuis 2020
| 2020                                        | |                |
| Temples mégalithiques de Skorba, à Żebbieħ, | |                |
|                                             | Cette pièce est la cinquième d'une série de 7 pièces commémoratives sur les sites préhistoriques maltais. Représentation des ruines du temple mégalithiques de Skorba. En haut, à droite, la légende, en deux lignes SKORBA TEMPLES au-dessus des années 3600-2500 BC (BC pour « avant Jésus-Christ »). En dessous du dessin, à gauche, la mention du pays émetteur MALTA au-dessus du millésime 2020. L'anneau externe de la pièce comporte les douze étoiles du drapeau européen. |                |
| Graveur : Noel Galea Bason                  | \| Gravure sur la tranche : \| Date : \| Tirage : \| \| \| Juin 2020 \| 170 000 pièces \| |                |
| Gravure sur la tranche :                    | Date : | Tirage :       |
|                                             | Juin 2020 | 170 000 pièces |

| 2020                                                     | |                |
| Jeux                                                     | |                |
|                                                          | Cette pièce est la cinquième et dernière pièce d'une série de 5 pièces commémoratives des enfants en solidarité dessinées par des élèves de secondaire sur les thèmes de l'amour, la paix, la nature/l'environnement, le patrimoine et les jeux. Dessin d'enfant représentant différents jeux dont un cerf-volant, une marelle, un cerceau, une toupie, une corde à sauter mais aussi trois abeilles. En haut, la mention du pays émetteur Malta. En bas, le millésime 2020. L'anneau externe de la pièce comporte les douze étoiles du drapeau européen. Le dessin a été choisi parmi les 129 projets présentés par des enfants pour les trois pièces de 2 € de la série : patrimoine culturel (2018), nature et environnement (2019) et jeu (2020). Le concours a été lancé le 13 novembre 2017 par la Banque centrale de Malte, en collaboration avec le ministère de l'éducation et de l'emploi de Malte et la Malta Community Chest Fund. Le jury a choisi le projet de Ymen Riahi, étudiant au St Nicholas College, à Ir-Rabat (Malte) pour l'année 2020. |                |
| Graveur : Ymen Riahi (dessin) Noel Galea Bason (gravure) | \| Gravure sur la tranche : \| Date : \| Tirage : \| \| \| Octobre 2020 \| 220 000 pièces \| |                |
| Gravure sur la tranche :                                 | Date : | Tirage :       |
|                                                          | Octobre 2020 | 220 000 pièces |

| 2021                                  | |               |
| Héros et héroïnes de la pandémie      | |               |
|                                       | Dessin en hommage au dévouement des personnes qui ont été en première ligne de la lutte contre la pandémie de Covid-19, représentant deux membres du personnel médical, de profil, se soutenant mutuellement, front contre front. Le dessin est entouré des inscriptions en arc de cercle HEROES OF THE PANDEMIC (héros de la pandémie), en haut, et la mention du pays émetteur MALTA et le millésime 2021, en bas. L’anneau extérieur de la pièce comporte les douze étoiles du drapeau européen. |               |
| Graveur : Maria Anna Frisone (dessin) | \| Gravure sur la tranche : \| Date : \| Tirage : \| \| \| Juin 2021 \| 72 500 pièces \| |               |
| Gravure sur la tranche :              | Date : | Tirage :      |
|                                       | Juin 2021 | 72 500 pièces |

| 2021                     | |                |
| Temples de Tarxien       | |                |
|                          | Vue partielle du site préhistorique comportant quatre temples situé à Ħal Tarxien. En haut à droite, l’inscription sur trois lignes TARXIEN TEMPLES 3600-2500 BC (Temples de Tarxien 3600-2500 avant Jésus-Christ). En bas à gauche le nom du pays émetteur MALTA, au-dessus de l’année d’émission 2021. L’anneau extérieur de la pièce comporte les douze étoiles du drapeau européen. |                |
| Graveur :                | \| Gravure sur la tranche : \| Date : \| Tirage : \| \| \| Octobre 2021 \| 181 000 pièces \| |                |
| Gravure sur la tranche : | Date : | Tirage :       |
|                          | Octobre 2021 | 181 000 pièces |

| 2022                       | |                |
| Malte                      | L'Hypogée de Ħal Saflieni |                |
|                            | Le dessin montre un détail du site préhistorique. En haut à gauche se trouve le nom du pays émetteur, «MALTA», et, en dessous, l’année d’émission, «2022». En bas apparaît l’inscription «ĦAL – SAFLIENI HYPOGEUM», qui surmonte la mention «4 000 – 2 500 BC». |                |
| Graveur : Noel Galea Bason | \| Gravure sur la tranche : \| Date : \| Tirage : \| \| \| Novembre 2022 \| 192 000 pièces \| |                |
| Gravure sur la tranche :   | Date : | Tirage :       |
|                            | Novembre 2022 | 192 000 pièces |

| 2022                     | |               |
| Malte                    | Paix et sécurité pour les femmes : 22e anniversaire de la Résolution 1325 du Conseil de sécurité des Nations Unies |               |
|                          | Le dessin représente trois visages de femmes. Du coin supérieur gauche au coin inférieur gauche sont inscrits les mots «WOMEN», «PEACE» et «SECURITY», l’année d’émission, «2022», et le nom du pays émetteur, «MALTA». Au centre, sous les visages, figurent les inscriptions «UNSCR» et «1325». |               |
| Graveur :                | \| Gravure sur la tranche : \| Date : \| Tirage : \| \| \| Novembre 2022 \| 53 000 pièces \| |               |
| Gravure sur la tranche : | Date : | Tirage :      |
|                          | Novembre 2022 | 53 000 pièces |

| 2022                                                | |
| 35e anniversaire du programme Erasmus, créé en 1987 | |
|                                                     | Tous les pays de l'Union européenne utilisant l'euro émettent une pièce de 2 euros commémorative pour le 35e anniversaire du programme Erasmus. Le philosophe, humaniste et théologien néerlandais Érasme écrivant, d'après le tableau Desiderius Erasmus de Hans Holbein le Jeune, entouré d'une série de lien formant des étoiles et le nombre 35. Sur son flanc, les années 1987-2022, les mots ERASMUS PROGRAMME et la mention du pays émetteur MALTA. L'anneau externe de la pièce comporte les douze étoiles du drapeau européen. |
| Graveur : Joaquin Jimenez                           | \| Gravure sur la tranche : \| Tirage : \| \| \| 82 500 pièces \| |
| Gravure sur la tranche :                            | Tirage : |
|                                                     | 82 500 pièces |

| 2023                                                   | |               |
| 550e anniversaire de la naissance de Nicolas Copernic, | |               |
|                                                        | Le dessin représente un portrait de profil de Copernic ainsi qu'une représentation stylisée de l’univers héliocentrique tel qu'il le concevait. Dans la partie supérieure gauche figure l'inscription «NICOLAUS COPERNICUS 1473 – 1543», tandis que la partie inférieure gauche porte le nom du pays d’émission «MALTA», suivi de l'année d’émission «2023». |               |
| Graveur : Daniela Fusco                                | \| Gravure sur la tranche : \| Date : \| Tirage : \| \| \| septembre 2023 \| 95 500 pièces \| |               |
| Gravure sur la tranche :                               | Date : | Tirage :      |
|                                                        | septembre 2023 | 95 500 pièces |

| 2023                                                   | |               |
| Napoléon Bonaparte et l'occupation française de Malte, | |               |
|                                                        | Le dessin représente une personnification de la République française telle qu’elle apparaissait dans les entêtes officiels de l’époque. À gauche figure l'inscription «225th ANNIVERSARY» (225e anniversaire) suivie, en arc de cercle du haut vers la droite, de l’inscription «ARRIVAL OF THE FRENCH IN MALTA» (arrivée des Français à Malte). En bas est inscrite l'année d’émission «2023». À gauche et à droite de l’illustration figurent respectivement les mots «Liberté» et «Égalité». Au-dessus et à gauche du mot «Égalité» se trouvent les dates «1798-2023». |               |
| Graveur :                                              | \| Gravure sur la tranche : \| Date : \| Tirage : \| \| \| septembre 2023 \| 80 500 pièces \| |               |
| Gravure sur la tranche :                               | Date : | Tirage :      |
|                                                        | septembre 2023 | 80 500 pièces |

### Série de pièces commémoratives

#### Histoire constitutionnelle (2011-2015)
Cette série est composée de cinq pièces de 2 euros commémoratives sur l'histoire constitutionnelle de Malte
| Année | 2011                                                 | 2012                                          | 2013                                          | 2014                                             | 2015                                  |
| ----- | ---------------------------------------------------- | --------------------------------------------- | --------------------------------------------- | ------------------------------------------------ | ------------------------------------- |
| Thème | Élection des premiers représentants de Malte en 1849 | Majorité au Conseil des Représentants en 1887 | Constitution du gouvernement autonome de 1921 | Indépendance de Malte en 1964 (50e anniversaire) | Proclamation de la République en 1974 |
| Pièce |                                                      |                                               |                                               |                                                  |                                       |

#### Enfants en solidarité (2016-2020)
La série de pièces maltaises de 2 euros du Malta Community Chest Fund a débuté en 2016. Cette série de cinq pièces de 2 euros commémoratives, émise par la Banque centrale de Malte montrant le rôle de la Malta Community Chest Fund dans la société. La série est dessinée par des élèves de secondaire sur les thèmes de l'amour, la paix, la nature/l'environnement, le patrimoine et les jeux.
| Année | 2016                   | 2017    | 2018                | 2019                    | 2020 |
| ----- | ---------------------- | ------- | ------------------- | ----------------------- | ---- |
| Thème | Solidarité par l'amour | La Paix | Patrimoine culturel | Nature et environnement | Jeux |
| Pièce |                        |         |                     |                         |      |

#### Sites préhistoriques (2016-2022)
La série de pièces maltaises de 2 euros des sites préhistoriques est une série de sept pièces commémoratives de 2 euros, émises par la Banque centrale de Malte depuis 2016. Cette série est consacrée aux sites préhistoriques maltais.
| Année | Représentation | Représentation                  | Tirage         |
| ----- | -------------- | ------------------------------- | -------------- |
| 2016  |                | Temples Ġgantija                | 350 000 pièces |
| 2017  |                | Temples de Ħaġar Qim            | 350 000 pièces |
| 2018  |                | Temples de Mnajdra              | 320 000 pièces |
| 2019  |                | Temples de Ta' Ħaġrat           | 300 000 pièces |
| 2020  |                | Temples mégalithiques de Skorba | 150 000 pièces |
| 2021  |                | Temples de Tarxien              | 150 000 pièces |
| 2022  |                | Hypogée de Ħal Saflieni         | 180 000 pièces |

## Production

### Ateliers de frappe
Malte a confié la frappe de ses pièces à la Monnaie de Paris.

## Pièces de collection
Depuis son entrée dans la zone euro, la Banque centrale de Malte a émis, dans la continuité de ses émissions en lire maltaise, des pièces commémoratives en argent de 10 euro et en or de 50 euro plutôt destinées aux investisseurs et aux collectionneurs. Elles ont une valeur légale (et peuvent donc être utilisées chez les commerçants) uniquement à Malte.